# East Point (Canada)
Pour les articles homonymes, voir East Point.
East Point est un cap et une communauté dans le comté de Kings de l'Île-du-Prince-Édouard.
C'est la ligne de démarcation pour délimiter la limite est du détroit de Northumberland.  Ces rives consistent en de très hautes falaises de grès.  La Garde côtière canadienne maintient un phare pour aider les vaisseaux.

## Naufrages
Entre autres, les vaisseaux suivants ont fait naufrage à East Point:
- SS Quebec en 1879[1]
- HMS Phoenix en 1882[1]
- HMS Assiniboine alors qu'il était remorqué en 1945[2]